# Australian Open 2012
De 100e editie van het Australische grandslamtoernooi, het Australian Open 2012, werd gehouden tussen 16 en 29 januari 2012. Voor de vrouwen was het de 86e editie. Het werd in het Melbourne Park te Melbourne gespeeld.

## Enkelspel

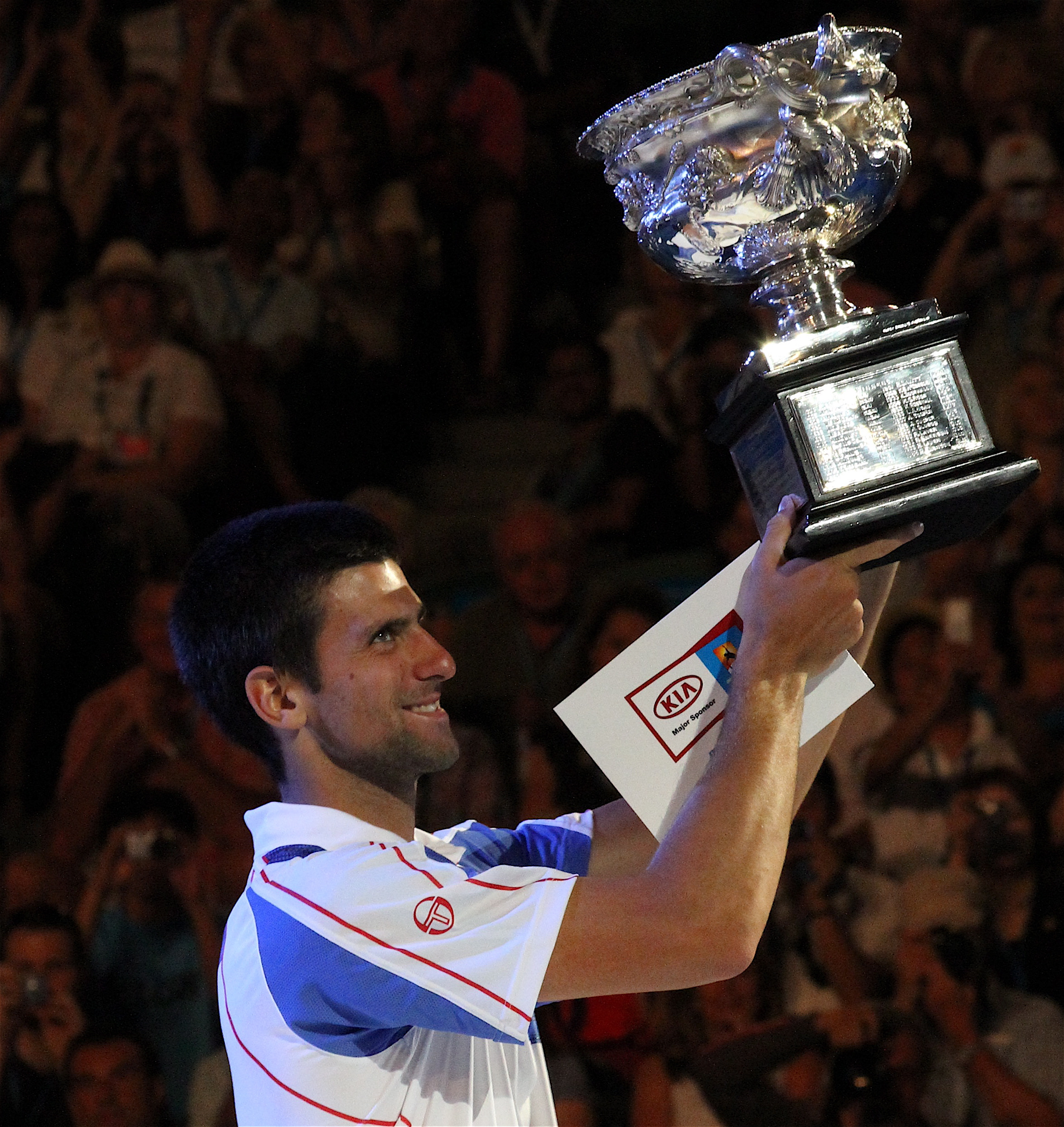
Novak Đoković, winnaar bij de heren.

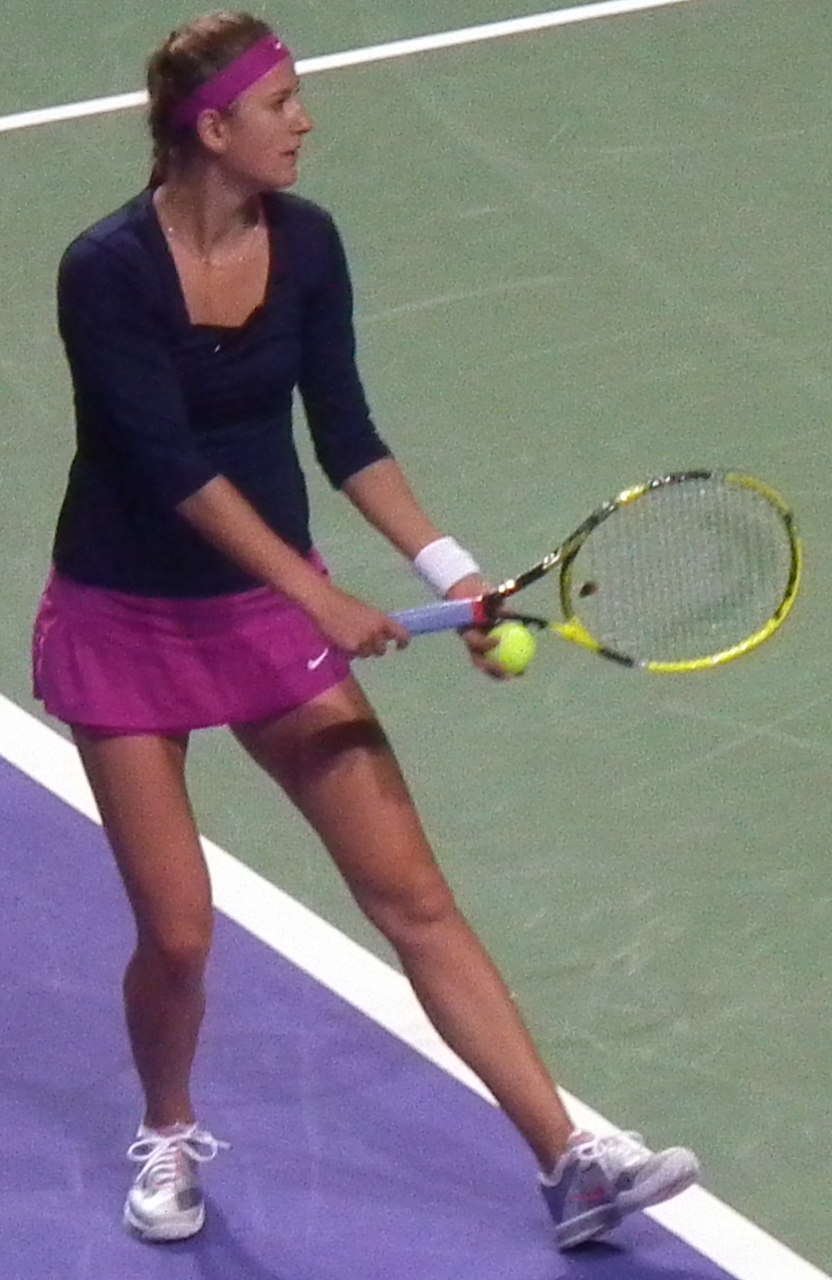
Viktoryja Azarenka, winnares bij de dames.

### Heren
In de finale, gespeeld op 29 januari 2012, versloeg de als eerste geplaatste Serviër Novak Đoković de Spanjaard Rafael Nadal met 5-7, 6-4, 6-2, 65-7 en 7-5. Đoković won voor de veertiende keer in dertig duels van Nadal; het was de zevende keer op rij. Het was Đokovićs vijfde grandslamtitel, waarvan de derde op de Australian Open.
De finalepartij duurde 5 uur en 53 minuten en was daarmee de langste grandslamfinale in de tennisgeschiedenis. Mats Wilander en Ivan Lendl hadden het oude record op hun naam staan – in 1988 deden zij 4 uur en 54 minuten over de US Open-finale; Wilander won.

### Dames
In de finale, gespeeld op 28 januari 2012, versloeg de als derde geplaatste Wit-Russische Viktoryja Azarenka het vierde reekshoofd, de Russin Maria Sjarapova met 6–3 6–0, nadat ze in de halve finale ook titelverdedigster Kim Clijsters had uitgeschakeld. Niet alleen veroverde Azarenka daarmee haar eerste grandslamtitel; zij onttroonde tevens de Deense Caroline Wozniacki als de nummer een van de WTA-wereldranglijst.

## Dubbelspel

### Herendubbel
De finale in het herendubbel werd gespeeld op 28 januari 2012. De als eerste geplaatste Amerikaanse tweelingbroers Bob en Mike Bryan waren, als vijfvoudig winnaars, de favoriet. In de finale werden zij echter verslagen door het ongeplaatste koppel Leander Paes / Radek Štěpánek met 7-61 6-2.

### Damesdubbel
In de finale, gespeeld op 27 januari 2012, versloeg het ongeplaatste Russische koppel Svetlana Koeznetsova en Vera Zvonarjova het als elfde geplaatste Italiaanse duo Sara Errani en Roberta Vinci in drie sets, nadat zij in de derde ronde ook de titelverdedigsters Gisela Dulko en Flavia Pennetta hadden uitgeschakeld.

### Gemengddubbel
De als eerste geplaatste Květa Peschke en Mike Bryan werden al in de eerste ronde uitgeschakeld. In de finale, gespeeld op 29 januari 2012, won het als achtste geplaatste koppel Bethanie Mattek-Sands / Horia Tecău van het als vijfde geplaatste duo Jelena Vesnina en Leander Paes met 6-3 5-7 [10-3].

## Rolstoeltennis
Rolstoelmannenenkelspel

Finale: Maikel Scheffers (Nederland) won van Nicolas Peifer (Frankrijk) met 3–6, 7–6(2), 6–0
Rolstoelvrouwenenkelspel

Finale: Esther Vergeer (Nederland) won van Aniek van Koot (Nederland) met 6–0, 6–0
Quad-enkelspel

Finale: Peter Norfolk (VK) won van David Wagner met 6-2, 6-3
Rolstoelmannendubbelspel

Finale: Robin Ammerlaan (Nederland) en Ronald Vink (Nederland) wonnen van Stéphane Houdet (Frankrijk) en Nicolas Peifer (Frankrijk) met 6–2, 4–6, 6–1
Rolstoelvrouwendubbelspel

Finale: Esther Vergeer (Nederland) en Sharon Walraven (Nederland) wonnen van Marjolein Buis (Nederland) en Aniek van Koot (Nederland) met 4–6, 6–2, 6–4
Quad-dubbelspel

Finale: Andy Lapthorne (VK) en Peter Norfolk (VK) wonnen van Noam Gershony  (Israël) en David Wagner (VS) met 6-4, 6-3

## Junioren
Jongens enkelspel

De finale werd gespeeld op 28 januari 2012.

Finale: Luke Saville (Australië) won van Filip Peliwo (Canada) met 6-3, 5-7, 6-4
Meisjes enkelspel

De finale werd gespeeld op 28 januari 2012.

Finale: Taylor Townsend (VS) won van Joelija Poetintseva (Rusland) met 6-1, 3-6, 6-3
Jongens dubbelspel

Finale: Liam Broady (VK) en Joshua Ward-Hibbert (VK) wonnen van Adam Pavlásek (Tsjechië) en Filip Veger (Kroatië) met 6-3, 6-2
Meisjes dubbelspel

Finale: Gabrielle Andrews (VS) en Taylor Townsend (VS) wonnen van Irina Chromatsjova (Rusland) en Danka Kovinić (Montenegro) met 5-7, 7-5, [10-6]

## Belgische deelnemers

### Heren
Bij de mannen namen Xavier Malisse, Olivier Rochus en Steve Darcis deel aan het hoofdtoernooi.

### Dames
Bij de vrouwen namen Yanina Wickmayer en Kim Clijsters deel aan het hoofdtoernooi. Wickmayer kwam niet verder dan de eerste ronde; Clijsters bereikte de halve finale.

### Kwalificatietoernooi
De mannen Maxime Authom, Ruben Bemelmans, David Goffin en Yannick Mertens probeerden deelname aan het hoofdtoernooi af te dwingen via het kwalificatietoernooi. Geen van hen slaagde daarin.
Kirsten Flipkens, Tamaryn Hendler en An-Sophie Mestach speelden in het kwalificatietoernooi bij de vrouwen maar wisten niet tot het hoofdtoernooi door te dringen.

## Nederlandse deelnemers

### Heren
Bij de mannen namen Robin Haase en Jesse Huta Galung deel aan het hoofdtoernooi.

### Dames
Bij de vrouwen namen Arantxa Rus en Michaëlla Krajicek deel aan het hoofdtoernooi. Zij sneuvelden respectievelijk in de eerste en de tweede ronde.

### Kwalificatietoernooi
De mannen Thiemo de Bakker, Jesse Huta Galung en Igor Sijsling probeerden deelname aan het hoofdtoernooi af te dwingen via het kwalificatietoernooi. Alleen Jesse Huta Galung slaagde daarin.
Kiki Bertens en Bibiane Schoofs speelden in het kwalificatietoernooi bij de vrouwen maar wisten niet tot het hoofdtoernooi door te dringen.

## Uitzendrechten
Het Australian Open was in Nederland en België te zien op Eurosport. Eurosport zond het Australian Open uit via de lineaire sportkanalen Eurosport 1 en Eurosport 2 en via de online streamingdienst, de Eurosport Player.
Bovendien werden de halve finales en de finales van het mannen- en het vrouwenenkelspel live uitgezonden op de publieke omroep NOS op Nederland 1/Nederland 2. De Britse publieke omroep BBC zond beide finales uit.
1905 · 1906 · 1907 · 1908 · 1909 · 1910 · 1911 · 1912 · 1913 · 1914 · 1915 · 1916–1918 · 1919 · 1920 · 1921 · 1922 · 1923 · 1924 · 1925 · 1926 · 1927 · 1928 · 1929 · 1930 · 1931 · 1932 · 1933 · 1934 · 1935 · 1936 · 1937 · 1938 · 1939 · 1940 · 1941–1945 · 1946 · 1947 · 1948 · 1949 · 1950 · 1951 · 1952 · 1953 · 1954 · 1955 · 1956 · 1957 · 1958 · 1959 · 1960 · 1961 · 1962 · 1963 · 1964 · 1965 · 1966 · 1967 · 1968
↓ open tijdperk ↓
1969 (m-v-md-vd-gd) · 1970 (m-v-md-vd) · 1971 (m-v-md-vd) · 1972 (m-v-md-vd) · 1973 (m-v-md-vd) · 1974 (m-v-md-vd) · 1975 (m-v-md-vd) · 1976 (m-v-md-vd) · jan 1977 (m-v-md-vd) · dec 1977 (m-v-md-vd) · 1978 (m-v-md-vd) · 1979 (m-v-md-vd) · 1980 (m-v-md-vd) · 1981 (m-v-md-vd) · 1982 (m-v-md-vd) · 1983 (m-v-md-vd) · 1984 (m-v-md-vd) · 1985 (m-v-md-vd) · 1986 · 1987 (m-v-md-vd-gd) · 1988 (m-v-md-vd-gd) · 1989 (m-v-md-vd-gd) · 1990 (m-v-md-vd-gd) · 1991 (m-v-md-vd-gd) · 1992 (m-v-md-vd-gd) · 1993 (m-v-md-vd-gd) · 1994 (m-v-md-vd-gd) · 1995 (m-v-md-vd-gd) · 1996 (m-v-md-vd-gd) · 1997 (m-v-md-vd-gd) · 1998 (m-v-md-vd-gd) · 1999 (m-v-md-vd-gd) · 2000 (m-v-md-vd-gd) · 2001 (m-v-md-vd-gd) · 2002 (m-v-md-vd-gd) · 2003 (m-v-md-vd-gd) · 2004 (m-v-md-vd-gd) · 2005 (m-v-md-vd-gd) · 2006 (m-v-md-vd-gd) · 2007 (m-v-md-vd-gd) · 2008 (m-v-md-vd-gd) · 2009 (m-v-md-vd-gd) · 2010 (m-v-md-vd-gd) · 2011 (m-v-md-vd-gd) · 2012 (m-v-md-vd-gd) · 2013 (m-v-md-vd-gd) · 2014 (m-v-md-vd-gd) · 2015 (m-v-md-vd-gd) · 2016 (m-v-md-vd-gd) · 2017 (m-v-md-vd-gd) · 2018 (m-v-md-vd-gd) · 2019 (m-v-md-vd-gd)  · 2020 (m-v-md-vd-gd) · 2021 (m-v-md-vd-gd) · 2022 (m-v-md-vd-gd) · 2023 (m-v-md-vd-gd) · 2024 (m-v-md-vd-gd) · 2025 (m-v-md-vd-gd)
Lijst van Australian Openwinnaars